# Pravoslavje v Sloveniji
Pravoslavna cerkev je druga največja krščanska verska skupnost v Sloveniji (za Rimskokatoliško cerkvijo) in tretja največja verska skupnost nasploh (takoj za muslimansko). Leta 1991 se je za pravoslavce izreklo 46.634 ljudi (3,1 % celotnega prebivalstva), pri čemer niso navedli, kateri pravoslavni cerkvi pripadajo. V Sloveniji deluje predvsem Srbska pravoslavna cerkev (pri nas uradno registrirana od leta 1976). Ljubljani stoji pravoslavna cerkev sv. Cirila in Metoda nasproti Narodne oz. Moderne galerije, s kulturnim centrom, zgrajenim ob njej. Sedež cerkve je na Gruberjevem nabrežju v Ljubljani. Pravoslavje je prišlo preko Balkana in Vzhodne Evrope. 

## Zgodovina
- Leta 867, bežeč z Moravske pred preganjanjem frankovskega duhovščine, ki je podpirala latinski jezik čaščenja, sta brata Ciril in Metod našla zatočišče in podporo pri knezu Koclju. Po ukazu Koclja je bila zgrajena predhodnica današnje cerkve sv. Jurija, ki je bila posvečena leta 874. Misijonska dejavnost Cirila in Metoda je pustila velik pečat v življenju Slovencev. Ljudska izročilo je ohranilo spomin na številne kraje, skozi katere naj bi vodila njuna pot v Rim.